# 伊恩德拉纳加尔
伊恩德拉纳加尔（Indranagar），是印度特里普拉邦West Tripura县的一个城镇。总人口17679（2001年）。

## 人口
该地2001年总人口17679人，其中男性8989人，女性8690人；0—6岁人口1788人，其中男898人，女890人；识字率77.35%，其中男性为82.13%，女性为72.41%。